# Борцов Руслан Володимирович
Русла́н Володи́мирович Борцо́в (1 жовтня 1995, м. Волноваха, Донецька область — 8 квітня 2022, біля м. Курахове, Донецька область) — український військовослужбовець, старший солдат 105-го окремого стрілецького батальйону Сил ТрО ЗСУ, учасник російсько-української війни. Кавалер ордена «За мужність» III ступеня (2023, посмертно). Почесний громадянин міста Чорткова (2022, посмертно).

## Життєпис
Руслан Борцов народився 1 жовтня 1995 року в місті Волновасі, що на Донеччині.
Від 2017 — учасник бойових дій російсько-української війни. Служив у складі 503-го окремого батальйону морської піхоти.
Загинув 8 квітня 2022 року біля м. Кураховим (за попередніми даними) на Донеччині.
Похований 13 квітня 2022 року на алеї Героїв, що на Ягільницькому цвинтарі міста Чорткова.
У Чорткові в героя залишилися дружина та дитина, які встигли вчасно евакуюватись із зони активних бойових дій.

## Нагороди
- орден «За мужність» III ступеня (25 липня 2023, посмертно) — за особисту мужність, виявлену у захисті державного суверенітету та територіальної цілісності України, самовіддане виконання військового обов'язку[4];
- почесний громадянин міста Чорткова (18 серпня 2022, посмертно)[5].